# Myristica guadalcanalensis
Espèce
Synonymes
- Myristica guadalcanalensis J.Sinclair, 1968[3] (nom. inval.)

Statut de conservation UICN

 NT  : Quasi menacé
Myristica guadalcanalensis est une espèce de plantes de la famille des Myristicaceae.

## Nomenclature
Cette espèce a été originellement décrite par James Sinclair, et devait être publiée en 1968, mais entre le moment où l’article a été accepté pour publication et la publication définitive de l’article, du nouveau matériel biologique envoyé à James Sinclair ne lui a pas permis de distinguer une nouvelle espèce. Il a donc décidé de supprimer la description en latin de l’espèce afin que le nom Myristica guadalcanalensis ne soit pas valide.
L’espèce a finalement été décrite par Willem Jan Jacobus Oswald de Wilde en 1994 : après l’étude d’encore plus de matériel, il est arrivé à la conclusion que cela méritait sa propre espèce, et il a repris le nom qui avait été proposé par James Sinclair.

## Publication originale
- (en) Willem Jan Jacobus Oswald de Wilde, « Taxonomic review of Myristica (Myristicaceae) in the Pacific », Blumea, Leyde et Royaume des Pays-Bas, Nationaal Herbarium Nederland, vol. 38, no 2,‎ 1994, p. 371 (ISSN 0006-5196 et 2212-1676, lire en ligne).